# Silene bazardzica
Silene bazardzica är en nejlikväxt som beskrevs av Michaela Šourková. Arten ingår i släktet glimmar och familjen nejlikväxter. Typspecimentet härstammar från Bulgarien och arten växer främst i temperade biom. Inga underarter finns listade i Catalogue of Life.